# Asmate nigriscente
Asmate nigriscente là một loài bướm đêm trong họ Geometridae.